# Olof Schwan
Olof Schwan (auch Olof Svan; * 18. Oktober 1744 in der Gemeinde Säter, Königreich Schweden; † 15. April 1812 in Kungsholmen, Stockholm) war ein bedeutender schwedischer Orgelbauer in Stockholm.

## Leben

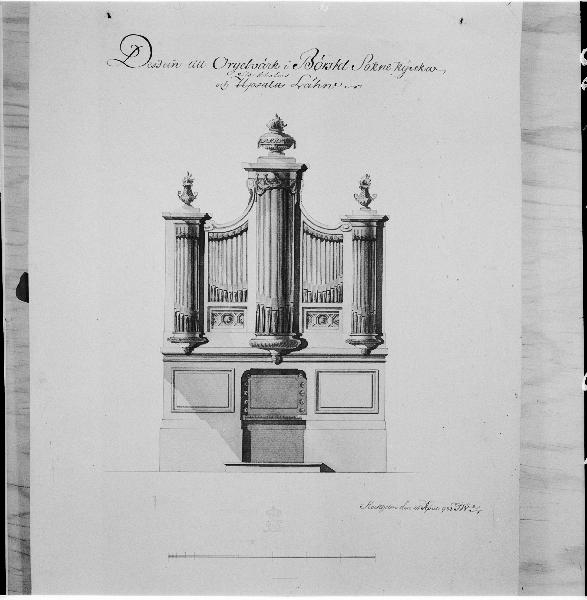
Prospekt in Börstil

Olof Schwan ging 1761 nach Stockholm, wo er bei Jonas Gren und Petter Stråhle Orgelbau lernte. Ab 1765 arbeitete er bei deren Nachfolger Carl Wåhlström. Dessen Werkstatt übernahm Schwan 1777. In den ersten Jahren arbeitete er mit Matthias Swahlberg zusammen, ab 1784 dann allein bis zu seinem Tod.
Olof Schwan gilt als einer der bedeutendsten Orgelbauer in Schweden in der Zeit des Spätbarock (manchmal als schwedischer Silbermann bezeichnet). Er hatte zahlreiche Schüler.

## Orgeln (Auswahl)
Von Olof Schwan sind etwa 50 Orgelneubauten bekannt, vor allem in Schweden, einige im heutigen Finnland, eine in Sankt Petersburg. Sechs Orgeln sind großenteils erhalten, außerdem 15 Prospekte. Vollständig verlorene Instrumente sind kursiv gesetzt.
| Jahr      | Ort                    | Gebäude                          | Bild | Manuale | Register | Bemerkungen |
| --------- | ---------------------- | -------------------------------- | ---- | ------- | -------- | --- |
| um 1769   | Sankt Petersburg       | Schwedische Kirche St. Katharina |      |         |          | 1769 Neubau der Kirche, Orgel nach 1934 zerstört                                                                            |
| 1775      | Linköping              | St. Olai kyrka (St. Olaf Kirche) |      | II/P    | 33       | erster größerer Orgelbau, Prospekt erhalten, darin 1872 neues Werk                                                          |
| 1779      | Växjö                  | Domkirche                        |      |         | 33       | Prospekt in Domkirche erhalten, darin 1885 neues Werk; restliche Schwan-Orgel 1887 nach Slätthog gebracht, dort erhalten    |
| 1780      | Stockholm              | Tyska kyrkan (Deutsche Kirche)   |      |         |          | später ersetzt |
| 1781      | Ängsö                  | Kirche                           |      | I/p     | 6        | Dispositionsänderungen 1867 von J. A. Lundel und 1923 von Akerman & Lund, erhalten                                          |
| 1783      | Hökhuvud               | Kirche                           |      | I/p     | 8        | mit Mattias Swahlberg, 1857 Umbau durch Granlund, 1936 Restaurierung durch Hammarberg                                       |
| 1783      | Börstil                | Kirche                           |      | I/p     | 12       | 1933 Erweiterung um ein weiteres Manual und Pedal durch Vesterlund, 1978/79 Restaurierung durch Magnussons                  |
| 1791      | Nauvo (Nagu), Finnland | Kirche                           |      |         |          | erhalten |
| 1792      | Stockholm              | Finska kyrka (Finnische Kirche)  |      |         |          | mehrere Umbauten und Umdisponierungen, 1990/91 Restaurierung und Rekonstruktion durch Åkerman & Lund                        |
| 1796      | Stockholm              | St. Nikolai (Storkyrkan)         |      |         |          | mit Rackwitz, der das erste Register mit durchschlagenden Zungen in Schweden einbaute, 1960 Werk ersetxt, Prospekt erhalten |
| 1797      | Malmö                  | St. Petri                        |      |         | 34       | 1914 ersetzt, Prospekt teilweise erhalten                                                                                   |
| 1805–1806 | Vaksala                | Kirche                           |      |         |          | Prospekt von Olof Tempelman, 1936 Umbau durch Bo Wedrup, erhalten                                                           |
| 1806      | Öved                   | Kirche                           |      | I/p     | 10       | 1948 repariert von Frobenius & Co.                                                                                          |